# Котян
Котя́н (угор. Kötöny, ? — бл.1240) — половецький хан (бл. 1192—1223). Представник роду Тертер-оба (Тертровичів, дурут). Син половецького хана Сутоя. Тесть галицького князя Мстислава Удатного. Ймовірно, тесть угорського короля Стефана V та дід угорського короля Владислава IV Половця. Мав володіння у Подністров'ї, ворогував із галицькими боярами. Учасник Битви на Калці. 1239 року, під натиском монголів, залишив українські степи; мігрував з половцями до Угорщини, де прийняв християнство. Убитий з синами в Пешті.
Прадід князів Олександра Невського і Лева Даниловича по материнській лінії.

## Ім'я
Транскрипції імені в історичній літературі:
- Котян
- Кутен
- Хотен
- Köten
- Koteny
- Kotjan
- Kötöny
- Kotyan
- Kuethan
- Kutan
- Kuthen
- Kuthens

## Біографія
1205 року, після смерті князя галицького Романа, воював у Галицькому князівстві і мало не потрапив в полон.
1223 року, після татарської навали на Половецьку землю, Котян прийшов у Галич до свого зятя, князя Мстислава Мстиславича, з проханням до нього і всіх руських князів надати йому допомогу проти татар, яку і було надано (див. Битва на Калці). 1225 року Мстислав приводив його до себе, збираючись на ляхів, що були в союзі з Данилом Романовичем, а 1228 року Котян допомагав великому князю київському Володимиру Рюриковичу проти Данила. Пізніше половці Котяна знову допомагали Данилу проти Угорщини.
1234 року хан Котян розорив Поросся та окраїни Києва. 1238 року розбитий в Астраханських степах монголами Батия. 1239 року втік із одноплемінниками до Угорського королівство, де король Бела IV прийняв їх у підданство і дав землі для поселення. Прийняв хрещення за католицьким обрядом між 1239 і 1241 роками. Прийняв християнське ім'я Йонаса (Jonas). Убитий угорською знаттю в Пешті разом із синами.

## Сім'я
Діти:
- Марія (?—?) ∞ Мстислав, галицький князь
- Єлизавета Куманська (1239?—1290?) ∞ Стефан V, король Угорщини[5]; традиційно вважається донькою Котяна з племені дурут, проте на думку сучасних істориків була донькою половецького хана Сейхана з племені чертан (шортан)[6][4].
- NN — дружина Наруа де Тусі, регента Латинської імперії.

### Статті
- Головко, О.Б. Половецький хан Котян Сутоєвич у політичному житті Центрально-Східної Європи першої половини XIII ст. // XI сходознавчі читання А. Кримського. Київ: Інститут сходознавства, 2007. С. 80-83.
- Пилипчук, Я.В. Хан Котян и его род  // Ұлы Даланың тарихы: түріктер мен моңғолдар. Астана, 2014. C. 62-66.
- Пріцак, О. Половці [Архівовано 12 липня 2017 у Wayback Machine.] // Український історик. 1973, № 1—2, С. 112—118.
- Balogh L. Mikor költözött Kötöny kun fejedelem Magyarországra? // Acta Universitatis Szegediensis de Attila József nominalae. Acta Historica. Szeged: Szegedi Középkorász Műhely. 2001. T. 113. Old. 53-61.
- Polgár Sz. Kötöny, kun fejedelem // Tanulmányok a középkori magyar történelemről. Medievisztikai PhD-konferencia előadásai. Az. I. Szeged: Szegedi Középkorász Műhely, 1999. Old. 91-102.

### Довідники
- Плахонін А. Г. Котян, Котян Сутойович [Архівовано 17 серпня 2016 у Wayback Machine.] // Енциклопедія історії України : у 10 т. / редкол.: В. А. Смолій (голова) та ін. ; Інститут історії України НАН України. — К. : Наукова думка, 2009. — Т. 5 : Кон — Кю. — С. 242. — ISBN 978-966-00-0855-4.
- Котян [Архівовано 9 листопада 2016 у Wayback Machine.] // Українська мала енциклопедія : 16 кн. : у 8 т. / проф. Є. Онацький. — Накладом Адміністратури УАПЦ в Аргентині. — 1960. — Т. 3, кн. VI : Літери Ком — Ле. — С. 745. — 1000 екз.